# Carl Oscar Borg

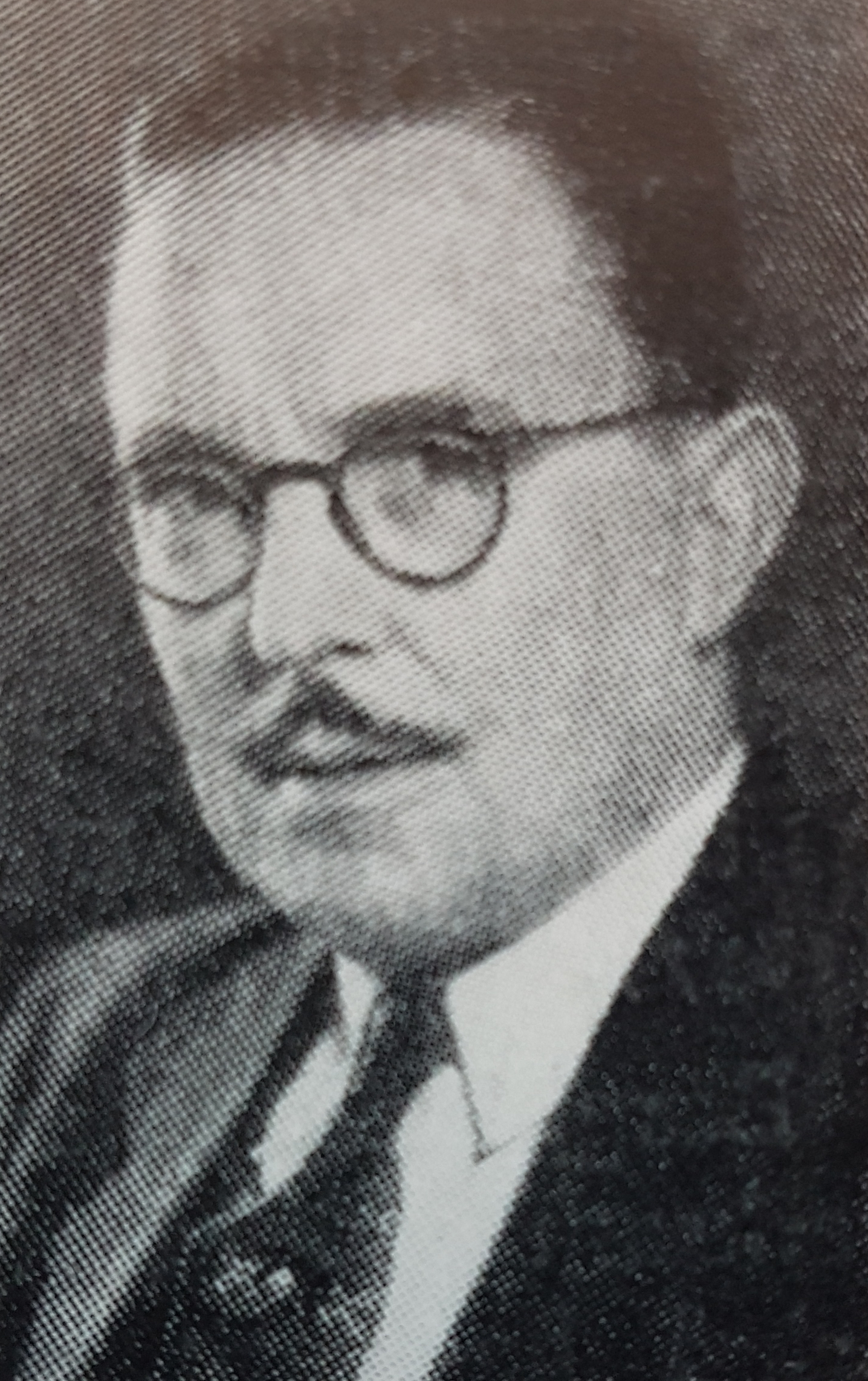
Carl Borg

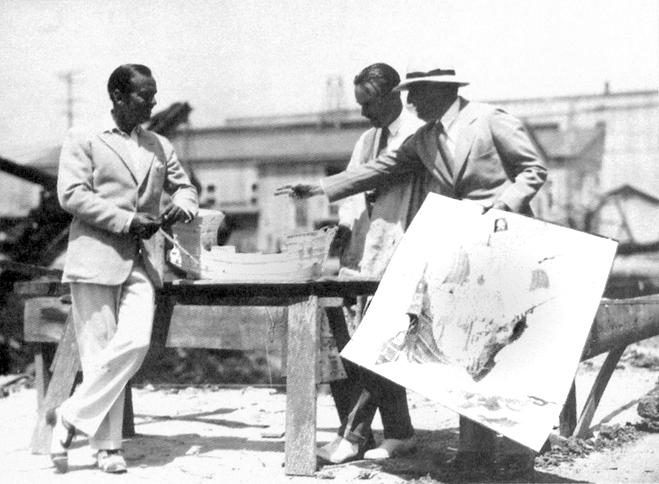
Douglas Fairbanks, Carl Oscar Borg und Albert Parker während der Produktion von The Black Pirate (Der Seeräuber), 1926

Carl Oscar Borg (* 3. März 1879 in Grimstad, Schweden; † 8. Mai 1947 in Santa Barbara, Kalifornien) war ein schwedisch-amerikanischer Maler, Kunstpädagoge und Grafiker, der für seine Darstellungen des amerikanischen Südwestens bekannt ist.

## Leben
Carl Oscar Borg wurde als Sohn einer armen Familie im schwedischen Grimstad geboren. Im Alter von 15 Jahren ging er nach London, wo er als Assistent des Porträt- und Marinemalers George Johansen arbeitete. 1901 wanderte er in die Vereinigten Staaten aus und ließ sich in Kalifornien nieder. Dort arbeitete er zunächst als Bühnenmaler für die Filmindustrie und hatte 1905 seine erste Ausstellung. Dank der Unterstützung von Phoebe Hearst, der Mutter von William Randolph Hearst, konnte er in Europa Kunst studieren.

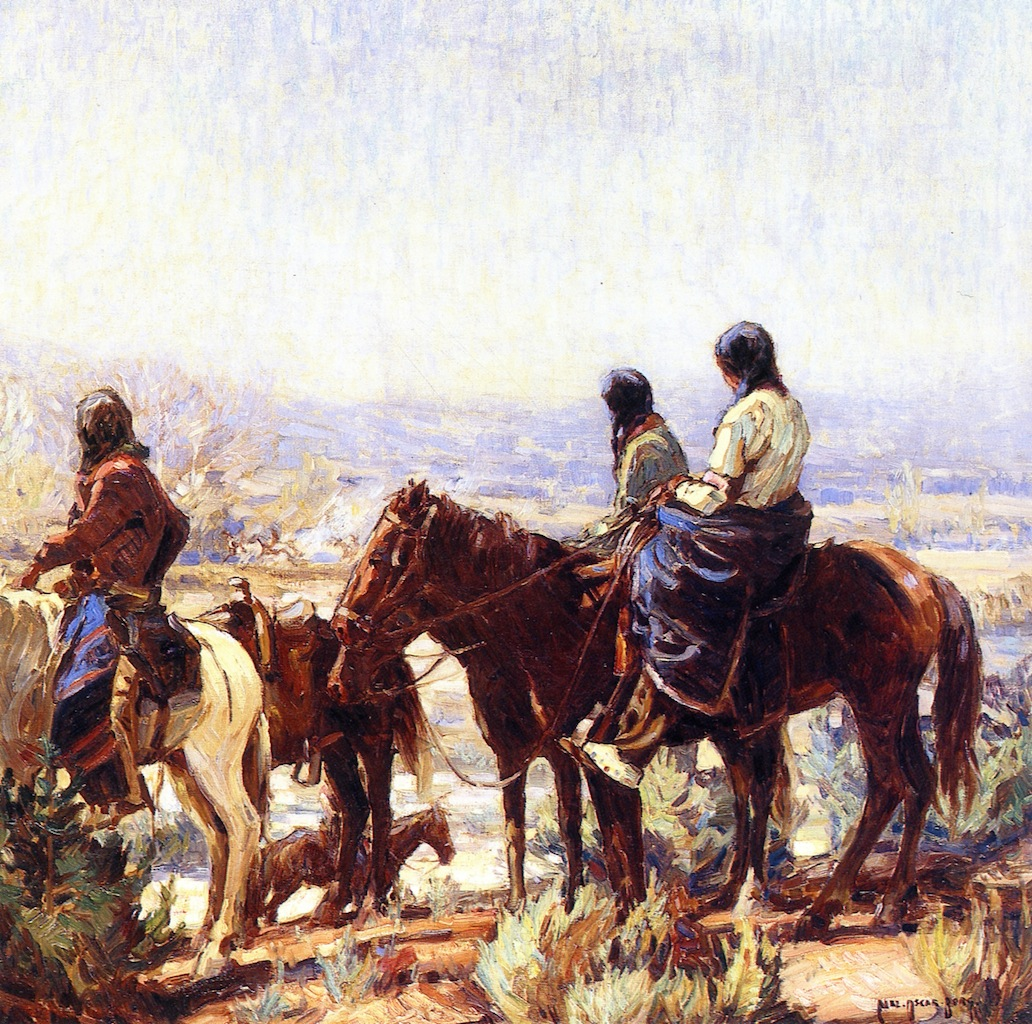
Carl Oscar Borg: Watching the Race

Nach seiner Rückkehr in die USA unterrichtete Carl Oscar Borg am California Art Institute in Los Angeles und an der Santa Barbara School of the Arts. Er war Gründungsmitglied des Painter’s Club of Los Angeles und des California Art Club. Während des Ersten Weltkriegs hielt er sich in Schweden auf, wo seine Werke über den amerikanischen Südwesten auf großes Interesse stießen. Nach dem Krieg kehrte er nach Kalifornien zurück und setzte seine künstlerische Tätigkeit fort.

## Werk

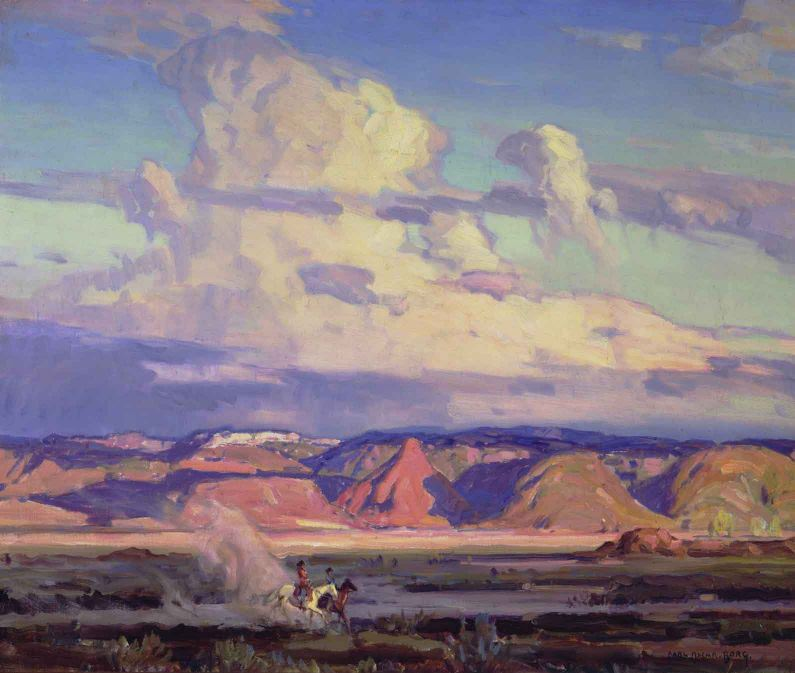
Carl Oscar Borg: The Badlands, Arizona

Carl Oscar Borg ist bekannt für seine Naturdarstellungen aus dem amerikanischen Südwesten, insbesondere aus Arizona und New Mexico. Er arbeitet in verschiedenen Medien, darunter Öl, Aquarell, Radierungen und Holzschnitte. Zu seinen Werken gehören dramatische Landschaften des Grand Canyon und Porträts amerikanischer Ureinwohner. Im Jahr 1936 veröffentlichte er das Buch The Great Southwest: Etchings, das sich auf Navajo- und Hopi-Themen konzentrierte.
Carl Oscar Borgs Werke sind in zahlreichen Museen und Sammlungen vertreten, darunter die University of California, das Los Angeles County Museum of Art, die Hearst Free Library, das Montclair Art Museum, das Seattle Art Museum, die Library of Congress, das Göteborg Museum in Schweden und die Bibliothèque nationale de France in Paris.